# Leopold Welzl von Wellenheim

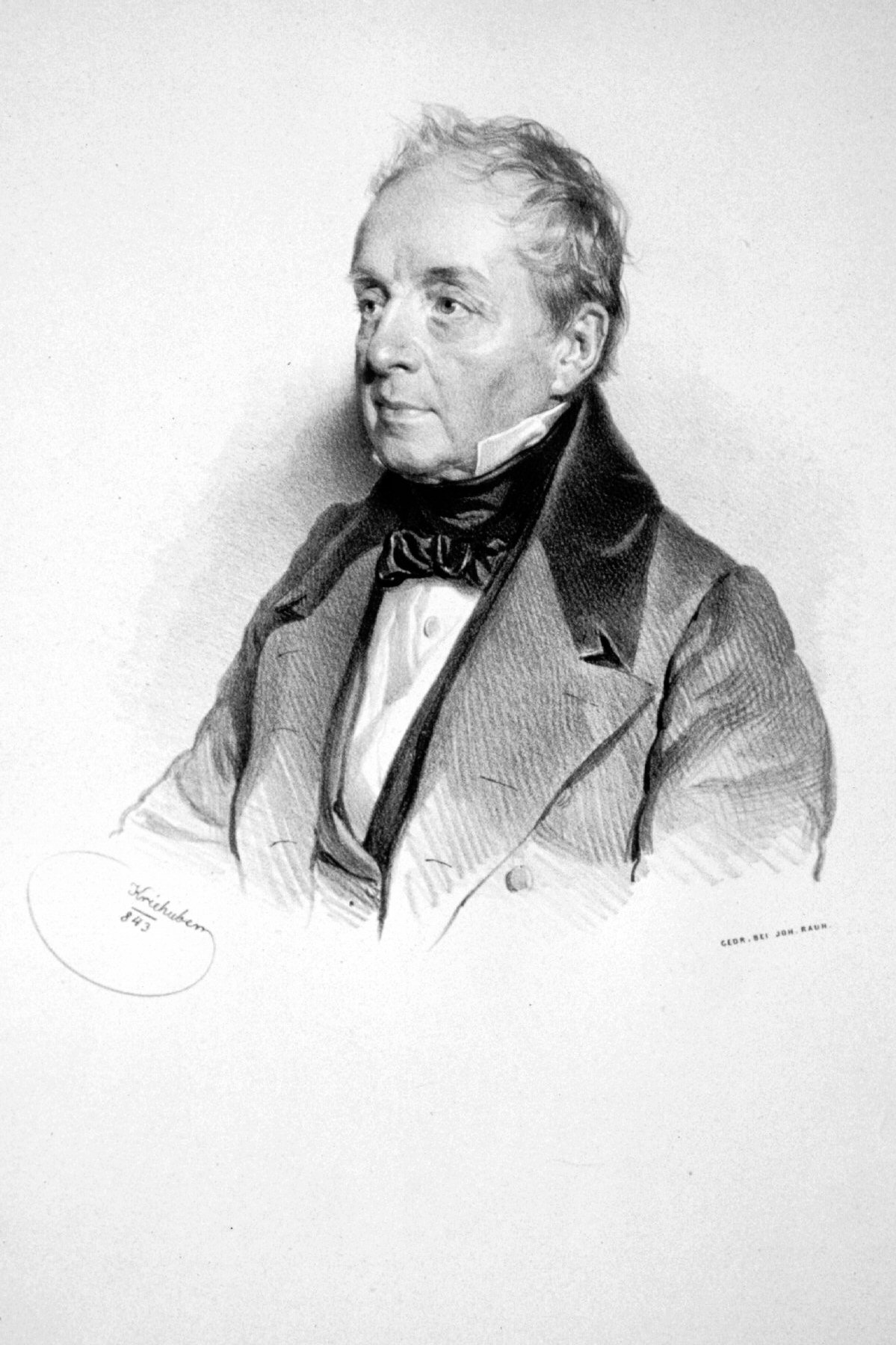
Leopold Welzl von Wellenheim, Lithographie von Josef Kriehuber, 1843

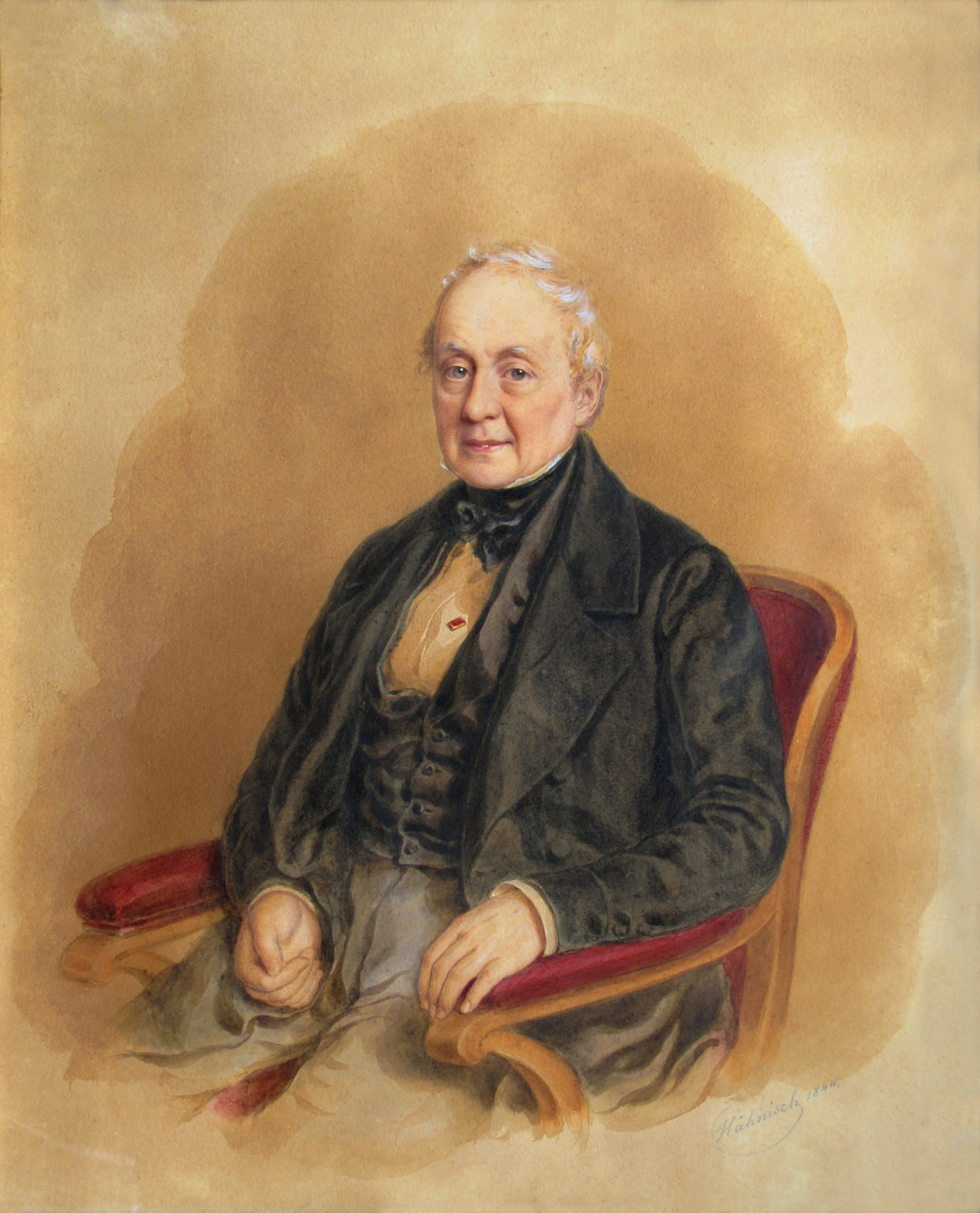
Leopold Welzl von Wellenheim
Aquarell von Anton Hähnisch (1844)

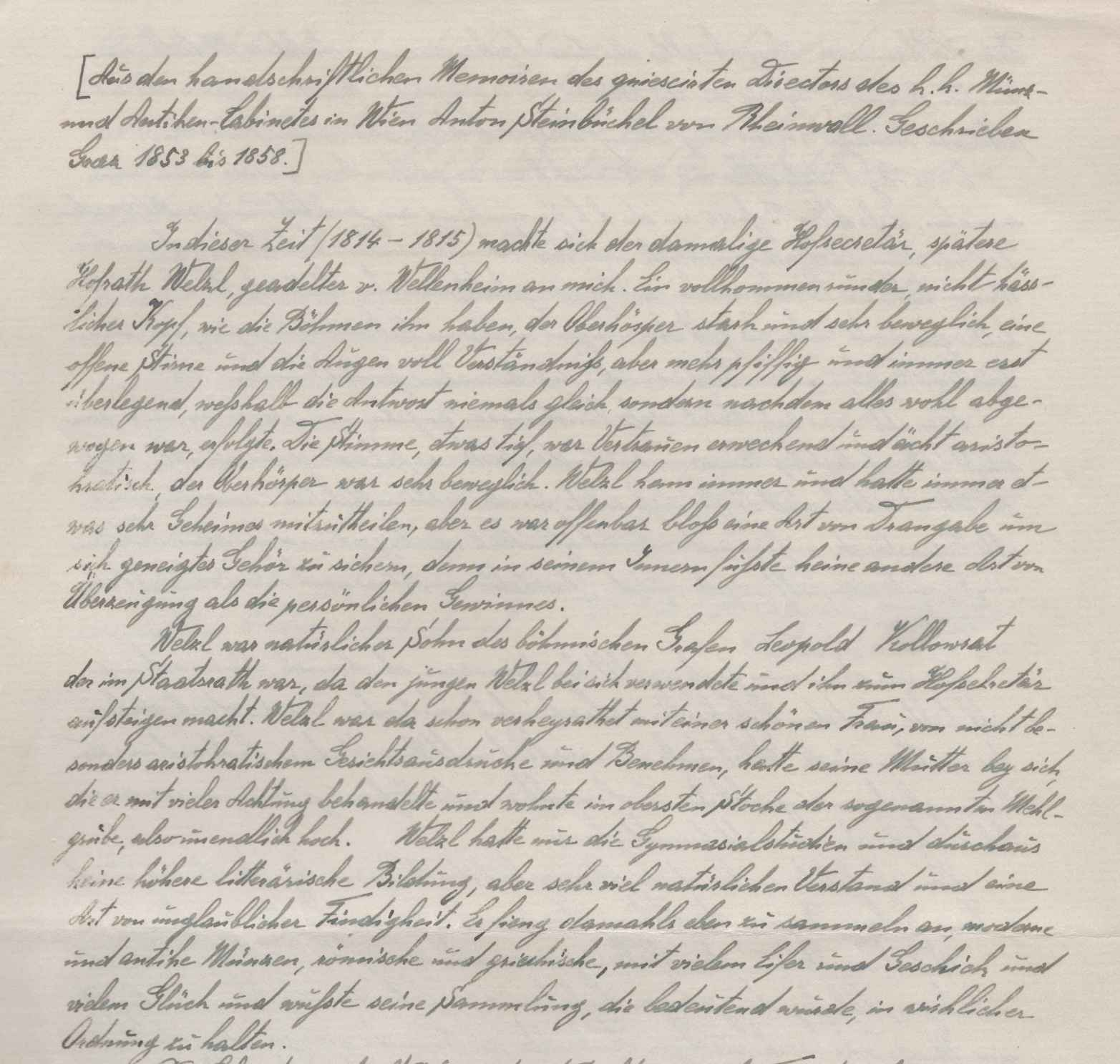
Biografie-Ausschnitt d. Leopold Welzl v. Wellenheim, verfasst vom Direktor des k.k. Münz- u. Antikenkabinett, Anton von Steinbüchel

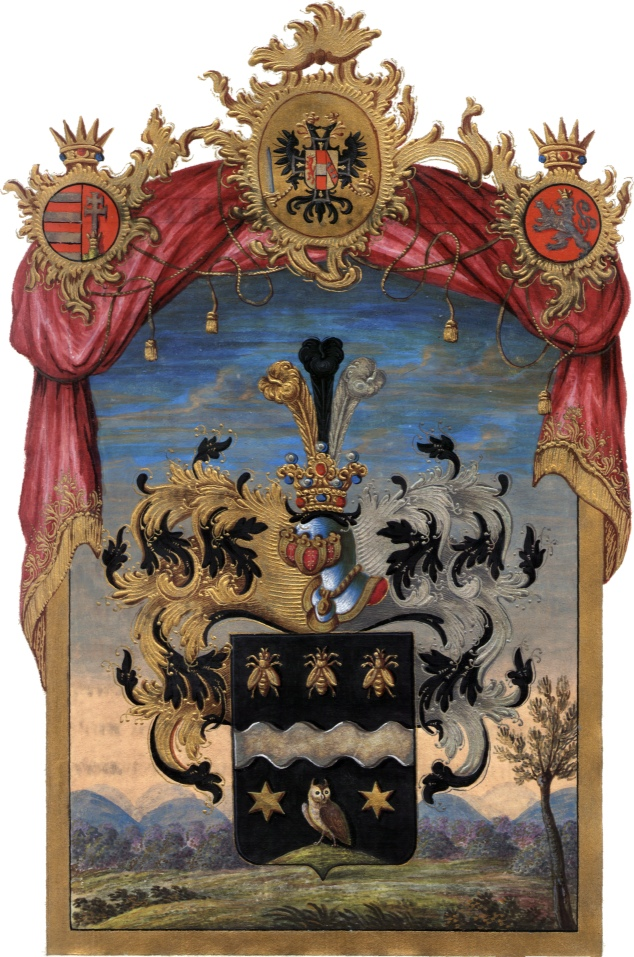
Welzl v. Wellenheim-Wappen aus Adelsdiplom vom 1. Februar 1808

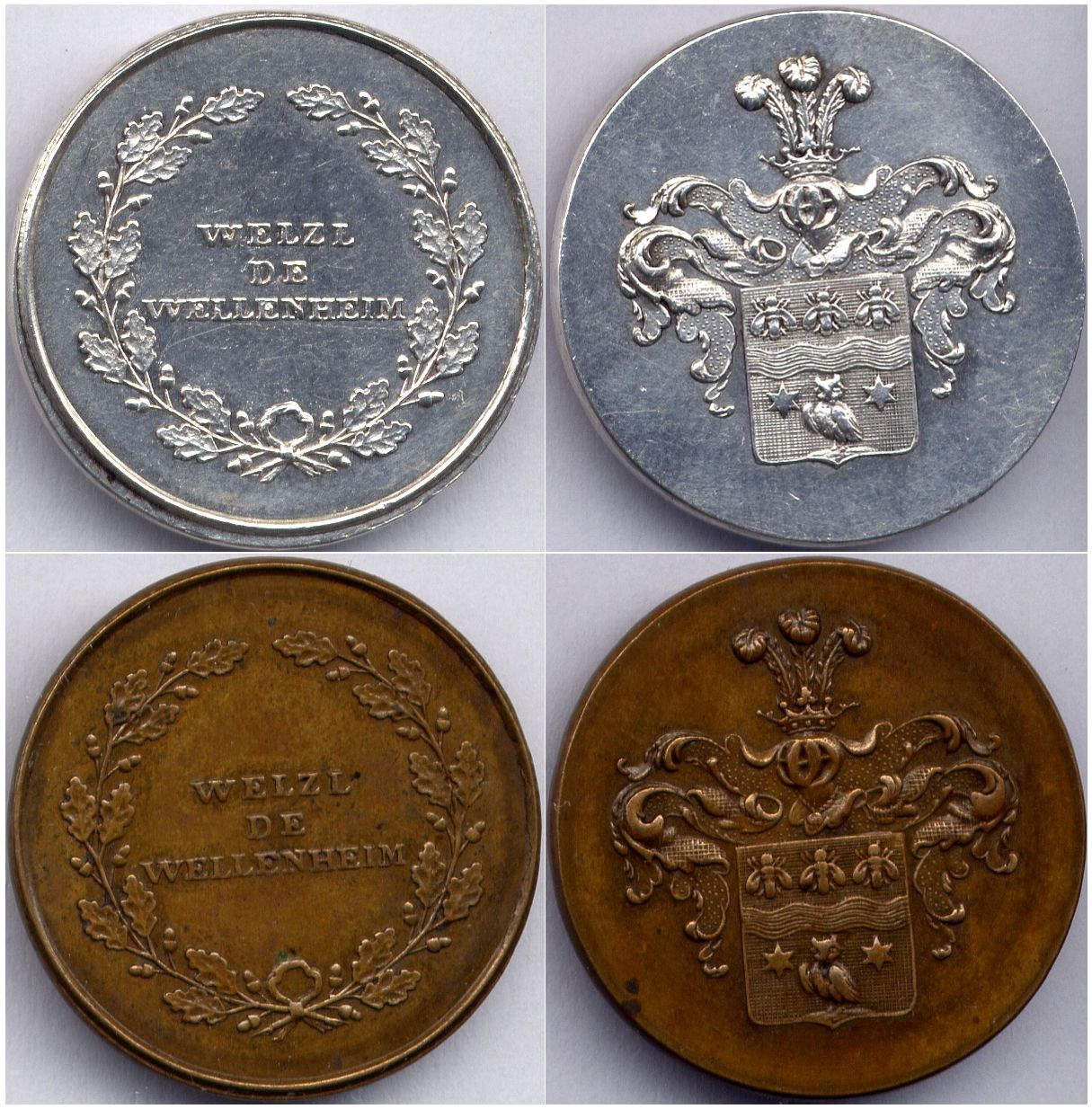
Welzl-von-Wellenheim-Medaille in Silber und Kupfer

Leopold Johann Welzl, ab 1808 Welzl von Wellenheim (* 15. November 1773 in Hroby, Böhmen; † 19. Februar 1848 in Wien) ist ein natürlicher Sohn des Leopold Graf Kolowrat-Krakowsky und war ein österreichischer k.k. Hofrat sowie Münz- und Medaillensammler (Numismatiker) in Wien. Er besaß die beträchtlichste numismatische Privatsammlung in Wien und wahrscheinlich im ganzen Kaiserreich.

## Leben
Welzl verwendet sich in frühester Jugend bei den Steuerregulierungs-Geschäften in Böhmen mit solchem Erfolg, dass ihm zur Belohnung eine Gnadenmedaille verliehen wurde. Er war danach im Jahre 1789 als 16-Jähriger bei der damaligen niederösterreichischen Staatsgüterbuchhaltung, dann bei der Hofbaubuchhaltung, im Jahre 1790 bei der vereinigten böhmisch-österreichischen Hofkanzlei, bei der Hofkammer und Ministerial-Banco-Deputation und im Jahr 1796 beim Staatsrat angestellt. Er rückte zur Dienststufe eines k.k. Staats- und Konferenzrats-Konzipisten und Hofsekretär vor und arbeitete immer ganz zu Händen des dirigierenden Staats- und Konferenzministers Leopold Graf Kolowrat-Krakovský, in welcher Dienstleistung er zu den wichtigsten und geheimsten Staatsangelegenheiten verwendet wurde. Auf Grund seiner ausgezeichneten Staatsdienste wurde er am 1. Februar 1808 in Wien in den erbländischen erblichen Adelstand mit dem Namen „Welzl von Wellenheim“ erhoben. Später war Welzl von Wellenheim Hofrat bei der k.k. Hofkammer und Referent im Postwesen, als welcher er am 3. November 1835 in den Ruhestand versetzt wurde.
Er war Ehrenmitglied der Akademie der Wissenschaften, Literatur und Künste zu Padua, ordentliches Mitglied des Museums für Oberösterreich und Salzburg und der Gesellschaft der Antiquitäten des Nordens in Kopenhagen. Er hinterließ einen Aufsatz über Münzen der Grafschaft Görz und als Manuskript eine umfassende Abhandlung über Friesacher Münzen.
Schon zu Lebzeiten wurde zu seinen Ehren eine Medaille geprägt, welche 1824 das erste Mal in der Literatur erwähnt wird. Diese Privatmedaille hat einen Durchmesser von 25 mm und ist in Silber und Kupfer ausgeführt worden. Die Vorderseite zeigt in einem Kranze von Eichenzweigen, welche durch ein Band zusammengehalten werden, in drei Zeilen die Wörter WELZL | DE | WELLENHEIM, auf der Rückseite ist das Welzl von Wellenheim’sche Wappen zu sehen.
Er sammelte durch 40 Jahre mit Wissenschaft, Geschmack und seltenem Glück, zumal er als vieljähriger Referent des Postwesens mit den Provinzen Österreich-Ungarns und dem Ausland in einflussreichem Verkehr stand, so dass seine universelle Sammlung die größte und zahlreichste war, die wohl sonst kein Privatmann zu dieser Zeit in Wien je gehabt hat.
Laut Kaufvertrag vom 4. Februar 1843 verkaufte Welzl von Wellenheim seine gesamte Münz- und Medaillensammlung, alle Münzkästen, Bücher, Statuen, geschnittene Steine, Ringe und Siegel an seinen Sohn Wilhelm Welzl von Wellenheim für 57.340 Gulden.
Wilhelm Welzl von Wellenheim ließ diese Sammlung zwischen 1845 und 1847 in mehreren Etappen in Wien versteigern, wofür ein Auktionskatalog in zwei Bänden aufgelegt wurde (Verzeichniss der Münz- und Medaillen-Sammlung des kaiserl. königl. Hofrathes und Mitgliedes mehrerer gelehrten Gesellschaften, Herrn Leopold Welzl von Wellenheim, nebst einem Verzeichnisse von werthvollen numismatischen, archäologischen und anderen Büchern, Band 1, Verlag J. P. Sollinger, Wien 1844; Band 2, Verlag Bermann, Wien 1845). Das Verzeichnis der Sammlung wurde von Achilles Postolakkas (Griechen-Teil) und Franz Vincenz Eitl (Römer-Teil) erstellt. Der erste Band beschreibt 16.767 antike Münzen, im zweiten Band werden Münzen und Medaillen des Mittelalters und der Neuzeit angeführt und zwar in der ersten Abteilung 12.428 Nummern und 184 Münzen ohne Nummern, dann in der zweiten Abteilung 15.818 Nummern. Eine erste öffentliche Versteigerung begann am 10. Februar 1845 in Wien, eine andere am 7. Januar 1846, die Versteigerung seiner griechischen Münzen am 15. Februar 1847, die seiner römischen Münzen am 18. Oktober 1847.
Welzl von Wellenheim war mit Sofie Mußbrock (* 4. Juli 1777 in Wien; † 12. Juli 1826 ebenda) verheiratet und hatte aus dieser Ehe die beiden Söhne Wilhelm Johann Michael (1799–1858) und Cajus Augustus (1806–1888).

## Schriften (Auswahl)
- Werkmanuskripte, u. a. zur Systematik von Münzen, Notizen zur Heraldik, Verzeichnisse römischer und byzantinischer Münzen, Wien (Kunsthistorisches Museum, Münzkabinett) (Katalogeintrag).
- Münzen der Grafschaft Görz. In: Neue Zeitschrift des Ferdinandeums für Tirol und Vorarlberg. Band 5, Innsbruck 1839, S. 52–89 (eingeschränkte Vorschau in der Google-Buchsuche, zobodat.at [PDF]).
- Verzeichniss der Münz- und Medaillen-Sammlung des kaiserl. königl. Hofrathes und Mitgliedes mehrerer gelehrten Gesellschaften, Herrn Leopold Welzl von Wellenheim: Catalogue de la grande collection de monnaies et médailles de Mr. Léopold Welzl de Wellenheim. Contenant les médailles antiques, grecques et romains. Wien 1844–1845.
  - I. Band. Wien 1844.
  - II. Band. I. Abtheilung. Die öffentliche Versteigerung beginnt am 10. Februar 1845 in Wien. Wien 1844 (eingeschränkte Vorschau in der Google-Buchsuche).
  - II. Band. II. Abtheilung. Die öffentliche Versteigerung beginnt am 7. Jänner 1846 in Wien. Wien 1845 (eingeschränkte Vorschau in der Google-Buchsuche).